# Burgstall Mörlenbach
Der Burgstall Mörlenbach ist eine abgegangene Wasserburg am Rande des Ortskerns der Gemeinde Mörlenbach im hessischen Landkreis Bergstraße.

## Geografische Lage

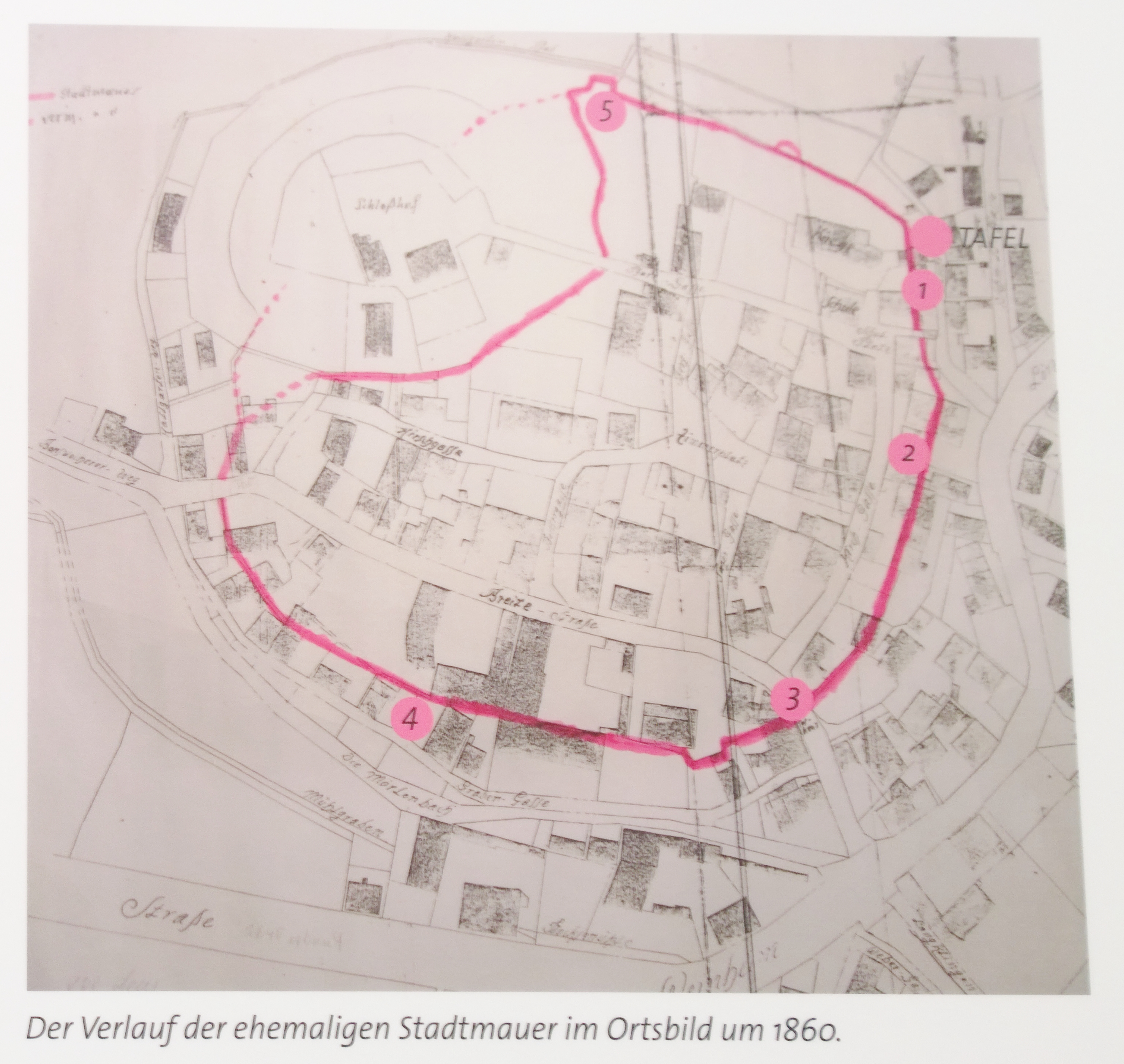
Lage der Burg Mörlenbach am Ortsrand auf einer Kartes von 1860

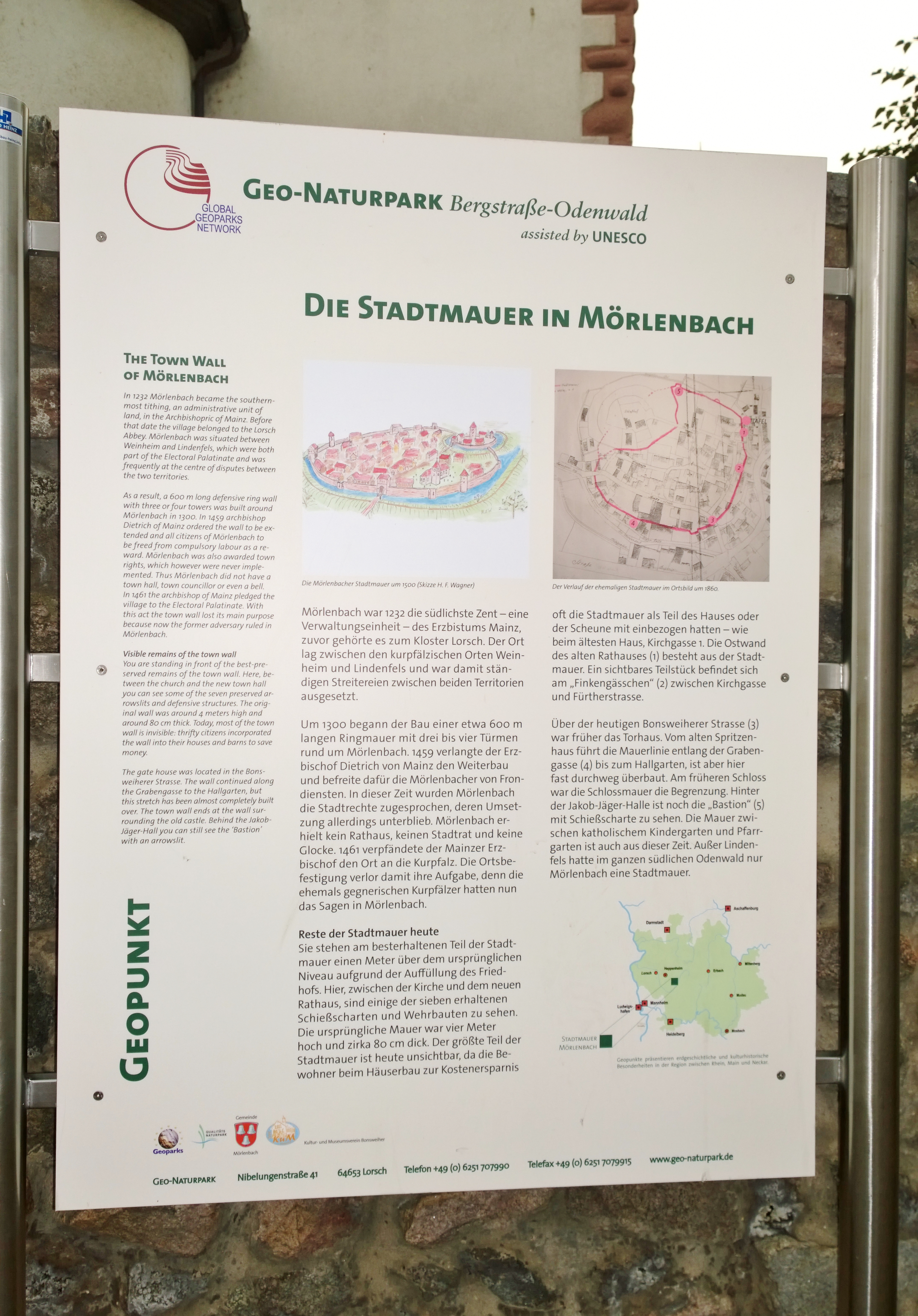
Tafel zur Stadtmauer mit Lage des Schlosses

Die ehemalige Wasserburg nördlich von der Weschnitz gespeist, lag westlich des alten Ortskerns von Mörlenbach, das im Mittelalter mit einer Stadtmauer umgeben war. Diese schloss die Wasserburg zur Hälfte mit ein. Der sogenannte Schlosshof in einem Bogen der Weschnitz zeigt heute keine Reste mehr, auf dem Gelände befindet sich die „Schlosshofschule“ Mörlenbach.

## Geschichte
Die Burg Mörlenbach wurde vor 1400 durch das Erzstift Mainz erbaut. 1426 wurde die Burg zum ersten Mal mit der Einsetzung des Amtmannes Hartmann Ulner von Dieburg erwähnt. Die Burg war kurmainzische Grenz- und Landesburg und im 15. Jahrhundert meist mit Amtmännern besetzt.
Mitte des 15. Jahrhunderts befestigte Erzbischof Dietrich Mörlenbach. Nachdem 1461 Mörlenbach in Zusammenhang mit der Mainzer Stiftsfehde durch die Verpfändung des Oberamts Starkenburg an die Kurpfalz seine strategische Bedeutung verloren hatte, wurde die Burg in den folgenden Jahrhunderten abgebrochen, eingeebnet und später modern überbaut.

## Beschreibung
Die Burgbeschreibung ist uns heute nur aus der Überlieferung und  nach dem Lageplan J. Seifriedts von 1789 bekannt: Die Burg diente nur noch als Landgut und hatte ihren wehrhaften Charakter schon fast verloren.
Die von Wassergräben und davor umlaufendem Erdwall umgebene Wasserburg hatte einen polygonalen Grundriss eingefasst von einer Ringmauer mit einem Tor und einem schmalen Zwinger mit einem halbrunden und einem viereckigen Turm (Bergfried oder Wohnturm) an der Ostseite sowie zwei Gebäuden im Inneren. Es wird angenommen, dass das damals stehende Gutshaus auf den Grundmauern des alten Palas hinter der Zwingerseite errichtet wurde. Reste der unregelmäßigen Mauer (mit Schießscharte) finden sich noch hinter der heutigen Schlosshofschule Richtung Wessnitz.
Unter kurpfälzischer Pfandschaft verlor die Burg Mörlenbach ihre strategische Bedeutung und die Burganlage verfiel. Das Schlosshofgut wurde jedoch erst im 19. Jahrhundert abgebrochen und die Wassergräben dabei eingeebnet.
Reste der Stadtmauer, die die Burg hälftig umschloss, mit einer kleinen Bastion und Schlüsselscharten finden sich heute noch in der Ortsbefestigung.

Mörlenbach 2014
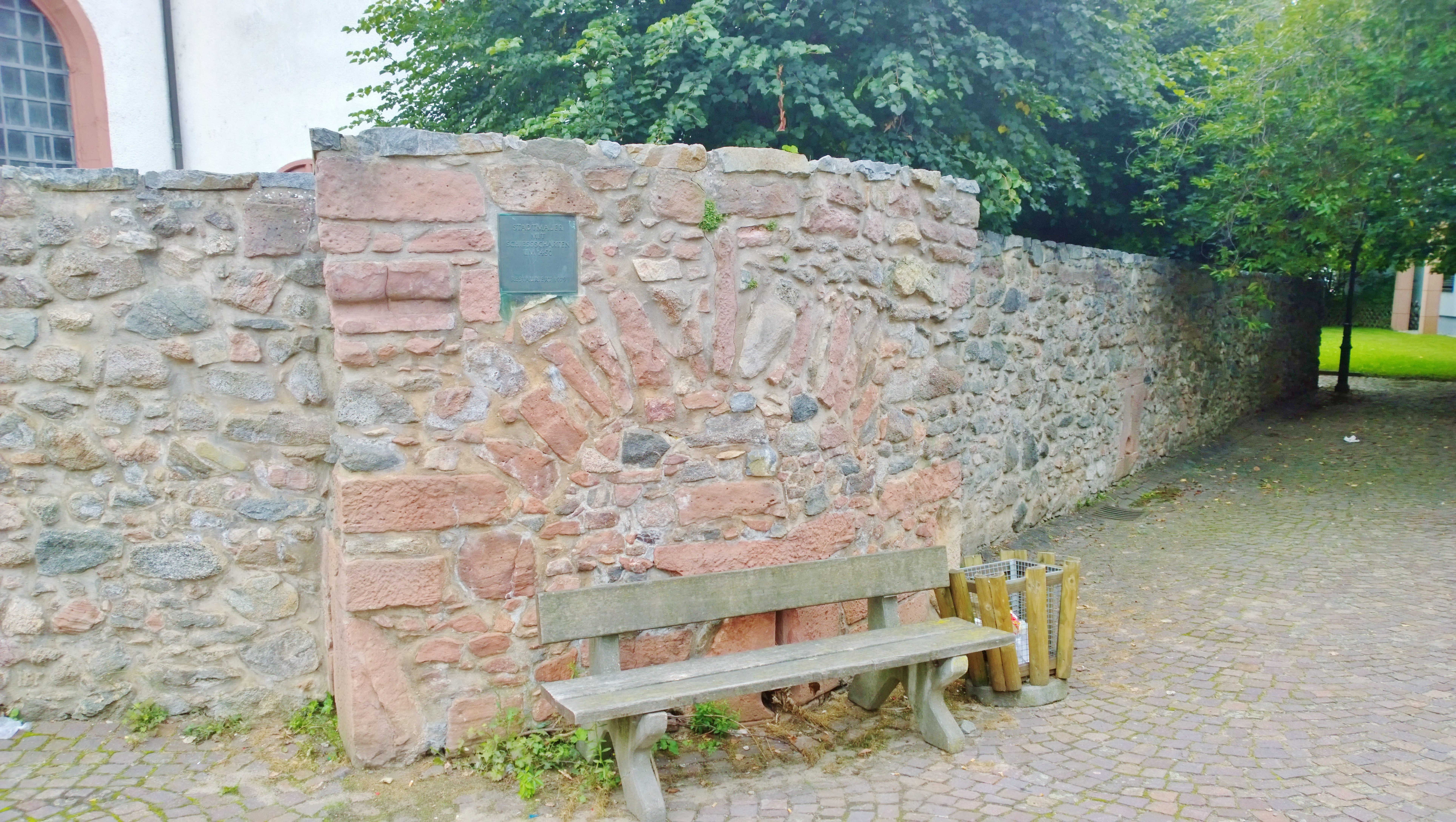
Stadtmauer mit vermauerter Pforte
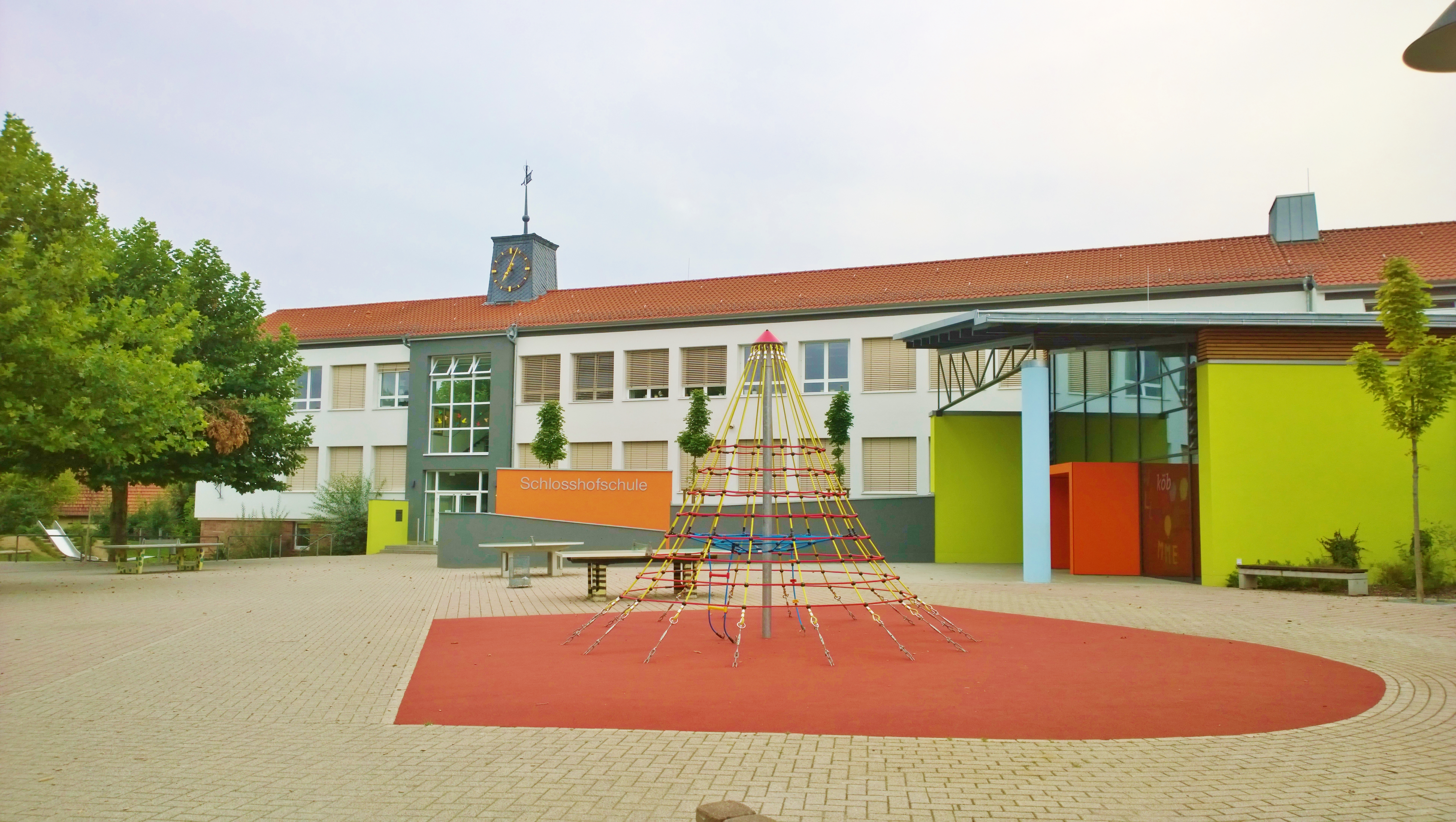
Die Schlosshofschule, Standort der alten Burg
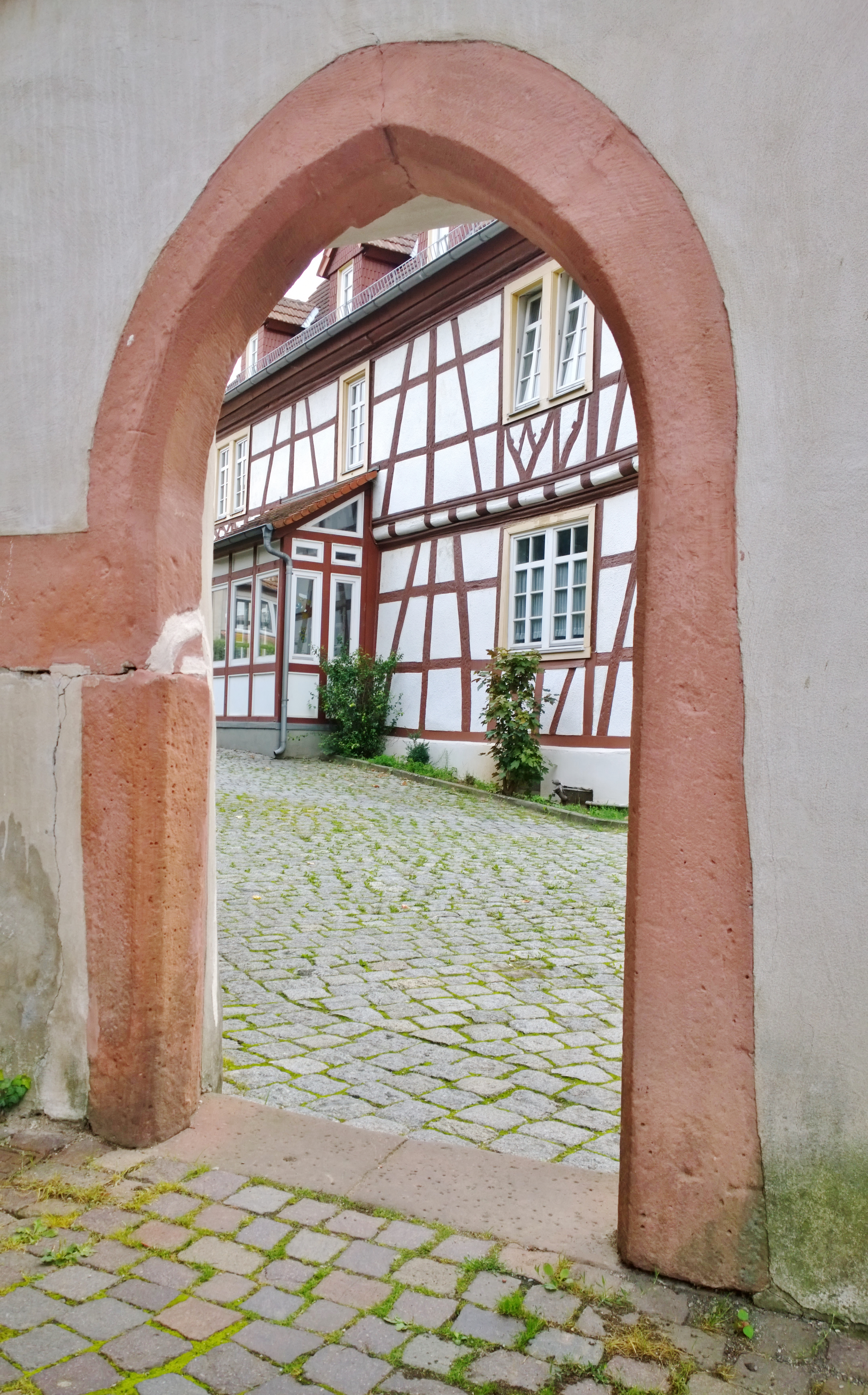
Sandstein- pforte